# Salsarita's Fresh Mexican Grill
Salsarita's Fresh Mexican Grill é uma cadeia de restaurantes Tex-Mex fast casual nos Estados Unidos que serve culinária de estilo mexicano. O serviço de restauração consiste em: jantar no local, levar para a viagem, encomendas online, entrega por terceiros e alguns locais oferecem opções drive-thru. A empresa tem sede em Charlotte, Carolina do Norte, e gere mais de 80 restaurantes próprios e franquiados nos Estados Unidos.

## História
A cadeia foi fundada em 2000 por Bruce Willette. Foi adquirida por Phil Friedman em 2011. Friedman expandiu rapidamente o número de Salsarita's, afirmando que para alcançar o sucesso, “é encontrar a melhor pessoa de operações e, em seguida, juntos crescer e aumentar as vendas na mesma loja.” Friedman afirmou que quer transformar a Salsarita's numa cadeia super regional.

## Cardápio
O menu do Salsarita consiste em seis itens principais: burritos, bowls, quesoritos (um burrito recheado com os recheios preferidos do cliente e coberto com o Queso Cremoso do Salsarita), tacos, quesadillas e saladas. O preço de cada item é baseado na escolha de frango grelhado, carne moída, bife grelhado, carne de porco desfiada, camarão salteado e legumes fajita. Há sete salsas frescas feitas diariamente: Salsa suave, salsa picante, salsa média, Pico de Gallo, salsa verde Tomatillo, salsa de milho Pueblo e milho Cholula cremoso. São oferecidas coberturas adicionais opcionais e frescas, incluindo arroz, feijão, alface picada, tomate em cubos, cebola em cubos, coentros, azeitonas pretas, jalapenos em cubos, jalapenos em salmoura, queijo picado, natas azedas, queijo cremoso e guacamole fresco feito na casa.
A maioria dos estabelecimentos da Salsarita oferece uma variedade de cervejas e vinhos, sendo que alguns têm bares de tamanho normal. Em 2014, a cadeia trabalhou com a PuckerButt Pepper da Carolina do Sul para criar o “Burrito mais picante do mundo”, utilizando pimentas Carolina Reaper.

## Serviço
A maioria dos locais do Salsarita's oferece serviço que pode ser entregue ou recolhido. As opções de catering incluem Taco Bars, Fajita Bars, Taco Salad Bars, Nacho Bars, Burrito Boxed Lunches, Taco Salad Boxed Lunches e os Fiesta Packs, a assinatura da Salsarita.